# كازو أوكاماتسو
كازو أوكاماتسو (باليابانية: 岡松和夫)‏ (23 يونيو 1931 في فوكوكا، فوكوكا - 21 يناير 2012 في كاماكورا، كاناغاوا) روائي، وكاتب من اليابان.

## الجوائز
- جائزة أكوتاغاوا[2]